# John Ferraby
John Graham Ferraby (* 9. Januar 1914 in Southsea, Vereinigtes Königreich; † 5. September 1973 in Cambridge, Vereinigtes Königreich) war ein britischer Autor, Bahai und einer der acht Hände der Sache Gottes, die 1957 von Shoghi Effendi ernannt wurden.

## Leben
John Ferraby wuchs in Southsea in Hampshire auf, wo er bis 1936 lebte, als sein Vater starb. Die Familie zog danach nach London. John Ferraby wurde am Malvern College ausgebildet und studierte am King’s College in Cambridge Mathematik und experimentelle Psychologie. Er arbeitete bei der Firma „Mass Observation“, die sich mit Meinungsforschung beschäftigt, und später bei der British Export Trade Organization.
1941 wurde er auf das Bahaitum aufmerksam gemacht. In einer Bibliothek fand er weitere Informationen, unter anderem John Esslemonts Buch „Baha’u’llah and the New Era“. Außerdem konnte er die Bekanntschaft mit Hasan Balyuzi und anderen Bahai machen. John Ferraby sprach jeden Abend mit ihnen und entschloss sich nach zwei Wochen selbst Bahai zu werden.
Bereits 1942 wurde er in den Örtlichen Geistigen Rat von London und in den Nationalen Geistigen Rat der Britischen Inseln gewählt. 1943 heiratete er Dorothy Cansdale. Die Tochter des Paares, Bridget, wurde 1945 geboren. Von 1946 bis 1959 war John Ferraby Sekretär des Nationalen Geistigen Rates. Diese Aufgabe erledigte er zunächst während seiner Freizeit von zu Hause aus, ab 1950 jedoch als Vollzeit-Sekretär.
Im Dezember 1954 bezog er mit seiner Familie die oberste Etage des vom Nationalen Geistigen Rat neu erworbenen nationalen Verwaltungszentrums. Außerdem managte er lange Zeit den britischen Bahai-Verlag. In den frühen fünfziger Jahren schrieb er ein Büchlein über die Bahai-Lehren zur Wirtschaft und eines über die fortschreitende Gottesoffenbarung. Des Weiteren war John Ferraby von 1951 bis 1956 Mitglied des Afrikakomitees, welches die Aufgabe hatte den Bahai-Glauben in Afrika zu verbreiten. Zu seinen zahlreichen Aufgaben in diesem Komitee gehörte auch, dass er für die Verbreitung in Afrika ein einfaches Einführungsbüchlein in den Bahai-Glauben schrieb und dessen Übersetzung und Druck in zwölf afrikanischen Sprachen organisierte.
1955 machte er seine Pilgerfahrt zum Bahai-Weltzentrum in Haifa und traf Shoghi Effendi, der ihm vorschlug mehr über den Bahai-Glauben zu schreiben. Nach der Rückkehr schrieb er das Werk „All Things Made New“, das reichhaltigen Gebrauch von Zitaten aus den Bahai-Schriften macht und daher lange Zeit als Standardnachschlagewerk und als Einführungswerk betrachtet wurde. Dieses Werk wurde auf den britischen Inseln, in den Vereinigten Staaten und in Indien publiziert. Am 2. Oktober 1957 wurde John Ferraby von Shoghi Effendi zu einer Hand der Sache Gottes ernannt. Shoghi Effendi starb am 4. November 1957 in London und wurde dort bestattet. Da John Ferraby in London wohnte, musste er viele Aufgaben im Zusammenhang mit dieser Beerdigung schultern. Nach der Beerdigung wirkte er mit Rúhíyyih Khanum an der Veröffentlichung einer Broschüre über das Hinscheiden Shoghi Effendis mit. Diese Broschüre wurde auch ins Deutsche übersetzt und publiziert. 1959 wurde er zu einer der Hände der Sache Gottes gewählt, die vom Haifa aus die Treuhänderschaft über den Bahai-Glauben übernahmen. Bei der Wahl des ersten Nationalen Geistigen Rates von Norwegen im Jahre 1962 repräsentierte er die Hände der Sache. John Ferraby lebte in Haifa bis zur Wahl des ersten Universalen Hauses der Gerechtigkeit zu Ridvan 1963. Danach kehrte er nach Großbritannien zurück und zog mit seiner Familie nach Cambridge. Dort arbeitete er als Sekretär für die Hände der Sache in Europa. Er reiste extensiv in Europa, um an zahlreichen Konferenzen, Versammlungen und Sommerschulen teilzunehmen und um sich mit Nationalen Geistigen Räten zu beraten. Ende der sechziger Jahre verschlechterte sich sein Gesundheitszustand und beschränkte seine Aktivitäten. Am 5. September 1973 starb er während des Schlafes in Cambridge, wo er begraben wurde.

## Werke
- All things made new: a comprehensive outline of the Bahá'í Faith. Bahá'í Publishing Trust, London 1957.
- All things made new: a comprehensive outline of the Bahá'í Faith. 2. überarbeitete Auflage. Bahá'í Publishing Trust, London 1987.
- mit Amatu'l-Bahá Rúhíyyih Khanum: The Passing of Shoghi Effendi. Bahá'í Publishing Trust, London 1958.
- mit Amatu'l-Bahá Rúhíyyih Khanum: Das Hinscheiden Shoghi Effendis. Bahá'í-Verlag, Frankfurt am Main 1958.
- Bahá'í Teachings on Economics. Bahá'í Publishing Trust, London 1954.
- Progressive Revelation. Bahá'í Publishing Trust, London 1954.